# Isztwan Sekecz
Isztwan Jożefowycz Sekecz, ukr. Іштван Йожефович Секеч, ros. Иштван Йожефович Секеч, Isztwan Jożefowicz Sekecz, węg. István Szekecs (ur. 3 grudnia 1939 w Berehowie, zm. 28 stycznia 2019) – ukraiński piłkarz pochodzenia węgierskiego, grający na pozycji napastnika, trener piłkarski.

## Kariera piłkarska

### Kariera klubowa
W 1957 rozpoczął karierę piłkarską w miejscowej amatorskiej drużynie Kołhospnyk Berehowe, skąd latem przeniósł się do Kołhospnyka Równe. W następnym sezonie trafił do Spartaka Użhorod. W 1959 został zawodnikiem Dynama Kijów. Później kilkakrotnie zmieniał kluby. Sezon 1966 spędził w CSKA Moskwa. W latach 1966–1972 był zawodnikiem odeskiego Czornomorca, gdzie pełnił funkcję kapitana drużyny. W 1972 zakończył karierę piłkarską jako piłkarz Sudnobudiwelnyka Mikołajów.

### Kariera reprezentacyjna
W 1958 występował w juniorskiej reprezentacji ZSRR.

## Kariera trenerska
Po zakończeniu kariery piłkarskiej rozpoczął pracę trenerską. Z Pamirem Duszanbe i Karpatami Lwów awansował do Wyższej Ligi. Od października 1980 do 15 lipca 1985 przez kilka sezonów pracował w Paxtakorze Taszkent. W późniejszych latach szkolił zespoły na Ukrainie. Od lat 90. pracował przeważnie w Rosji. Od stycznia 2003 do 2005 trenował Regar-TadAZ Tursunzoda. Potem po jednym sezonie prowadził kluby SKA-Pamir Duszanbe, FK Andijon i Mika Erywań.
28 stycznia 2019 zmarł w wieku 80 lat.

## Sukcesy i odznaczenia

### Sukcesy trenerskie
- mistrz Pierwszej Ligi i awans do Wyższej Ligi: 1977 (z Pamirem Duszanbe)
- mistrz Pierwszej Ligi i awans do Wyższej Ligi 1979 (z Karpatami Lwów)

### Odznaczenia
- tytuł Mistrza Sportu ZSRR: 1965
- tytuł Zasłużonego Trenera Tadżyckiej SRR: 1977
- tytuł Zasłużonego Trenera Ukraińskiej SRR: 1979
- tytuł Zasłużonego Trenera Uzbeckiej SRR: 1983